# 영가로
영가로(永嘉路)는 경상북도 안동시 운흥동 안동역에서 안동시 동부동을 연결하는 도로이다.

## 주요 경유지
- 안동역
- 구 문화회관
- 웅부공원

## 주요 교차도로
- 경동로
- 서동문로
- 대안로